# Guerra fredda (1947-1953)
Di seguito vengono descritti gli avvenimenti della guerra fredda tra il 1947 e il 1953.

## La fine della "Grande Alleanza" dopo la seconda guerra mondiale

### Premessa: relazioni Est-Ovest
Alcuni studiosi hanno fatto risalire le origini del conflitto Est-Ovest ben prima della rivoluzione bolscevica. I teorici del sistema mondiale hanno argomentato che la Russia giunse tardi ad essere assorbita dal sistema capitalista mondiale, e solo nella sua periferia o semi-periferia al momento della rivoluzione bolscevica, lasciandola pronta per una radicale rottura con il capitalismo. Alcuni studiosi, come Samuel P. Huntington, sostengono addirittura che Est e Ovest sono civiltà fondamentalmente differenti. Tra gli studiosi di quest'ultimo campo, molti hanno sostenuto che gli slavi ortodossi orientali sono eredi della tradizione bizantina. Altri puntualizzano aspetti dell'eredità culturale slava, dell'influenza asiatica e una fondamentalmente differente cultura politica, che prende forma dal dominio degli Zar.
La rivalità imperiale tra Gran Bretagna e Russia zarista avrebbe fatto presagire le tensioni Est-Ovest della guerra fredda. Lungo tutto il XIX secolo, incrementare l'accesso marittimo della Russia era un obiettivo fondamentale della politica estera zarista; imperdirlo era invece l'ossessione dell'Impero britannico. Nonostante l'enorme superficie occupata dalla Russia, gran parte dei sedicimila chilometri delle sue coste erano congelati per gran parte dell'anno o controllati da altre potenze, specialmente nel mar Baltico e nel mar Nero. I britannici erano determinati, fin dalla guerra di Crimea degli anni 1850, a rallentare l'espansione russa a spese dell'Impero ottomano, il "malato d'Europa". Dopo il completamento del canale di Suez nel 1869, le speranze di afferrare una porzione della costa ottomana del mar Mediterraneo, per cui poteva minacciare le rotte strategiche, furono le più mortificanti per i britannici. La vicinanza dell'espansione territoriale dell'impero zarista nell'Asia centrale e verso l'India terrorizzarono anche i capi imperiali britannici dell'India meridionale, innescando una serie di avventure donchischiottesche britanniche in Afghanistan. Le paure nei confronti della Russia, comunque, diminuirono a seguito della stupefacente sconfitta russa nella guerra russo-giapponese del 1905. Alcuni storici hanno fatto notare che i britannici esagerarono la forza del relativamente arretrato Impero russo, il quale, con il senno di poi, era probabilmente più preoccupato del commercio e della sicurezza dei suoi confini che non di minacciare gli interessi occidentali. Alcuni storici hanno anche evidenziato il parallelo con il periodo post-seconda guerra mondiale, quando, di nuovo, l'Occidente esagerò l'espansionismo sovietico in Europa orientale, il quale, come per la crescita territoriale della Russia imperiale, fu probabilmente motivato dalla protezione di frontiere vulnerabili.
La rivalità strategica tra Stati Uniti e Russia, entrambe vaste nazioni, risale agli anni 1890 quando, dopo un secolo di amicizia, Americani e Russi divennero rivali nello sviluppo della Manciuria. La Russia zarista, incapace di competere commercialmente, cercò di isolare e colonizzare parti dell'Asia orientale, mentre gli Americani richiedevano una competizione aperta per i mercati.
Nel 1917 la rivalità divenne intensamente ideologica. Gli Stati Uniti non stabilirono relazioni con il governo sovietico fino al 1933. Gli americani non dimenticarono mai che il governo sovietico negoziò una pace separata con la Germania durante la prima guerra mondiale, lasciando gli alleati occidentali a combattere da soli le Potenze Centrali, anche se non furono prese in considerazione le condizioni delle rispettive parti: la Russia era stata invasa ed era in ginocchio, gli Alleati ancora combattevano sulle frontiere e gli americani non contribuirono in maniera determinante alle sorti della guerra. La duratura sfiducia russa trasse origine dallo sbarco di truppe statunitensi nella Russia sovietica nel 1918, le quali furono coinvolte, direttamente o indirettamente, nell'assistenza ai Bianchi anti-bolscevichi durante la guerra civile russa.
L'alleanza durante la seconda guerra mondiale tra gli anglo-americani e l'Unione Sovietica fu un evento eccezionale nella storia delle relazioni USA-URSS e URSS-Regno Unito. Ed anche durante i giorni migliori della cosiddetta "Grande Alleanza", le tensioni covavano sotto le ceneri. I sovietici non scordarono mai la macata apertura del secondo fronte in Europa continentale nel 1942 o nel 1943, nonostante le ripetute assicurazioni da parte di Roosevelt; l'invasione alleata non avvenne fino al giugno 1944, più di due anni dopo l'iniziale richiesta dei sovietici. L'Occidente rinviò l'invasione, costringendo i sovietici ad assorbire l'urto della forza tedesca. Nel frattempo, i russi soffrirono perdite enormi, oltre 20 milioni di morti tra militari e civili.
Quando la guerra finì in Europa, l'8 maggio 1945, le truppe sovietiche e occidentali (USA, Gran Bretagna e Francia) erano collocate in aree particolari, essenzialmente lungo una linea nell'Europa centrale che venne chiamata linea Oder-Neisse. A parte pochi aggiustamenti minori, questa sarebbe diventata la "cortina di ferro" della guerra fredda. Col senno di poi, Jalta significò l'accordo da ambo le parti che potevano restare lì e nessuna avrebbe usato la forza per mandar via l'altra. Questo tacito accordo si applicava anche all'Asia, come si evince dall'occupazione statunitense del Giappone e dalla divisione della Corea. Politicamente, quindi, Jalta fu un accordo sullo status quo del dopoguerra, nel quale l'egemonia dell'Unione Sovietica regnava su un terzo del mondo e quella degli Stati Uniti sugli altri due terzi.
C'erano contrasti fondamentali tra le visioni di Stati Uniti e Unione Sovietica, tra capitalismo e comunismo. Questi contrasti erano stati semplificati e raffinati nelle ideologie nazionali per rappresentare due stili di vita, ognuno dei quali era stato confermato nella sua correttezza, nel 1945, dai precedenti disastri. I modelli conflittuali di autarchia contro esportazione, pianificazione statale contro impresa, si sarebbero contesi la lealtà del mondo sviluppato e in via di sviluppo negli anni del dopoguerra. Anche così, comunque, la guerra fredda nel 1945 non era ovviamente inevitabile.
Nonostante i mezzi degli Stati Uniti per portare avanti una visione differente dell'Europa del dopoguerra, Stalin vide il riemergere di Germania e Giappone, e non degli Stati Uniti, come minaccia principale della Russia. Stalin assunse che il campo capitalista avrebbe presto ripreso la rivalità interna sulle colonie e i commerci e non avrebbe posto una minaccia alla Russia. I consiglieri economici, come Eugen Varga, rinforzarono questa visione, prevedendo una crisi di sovrapproduzione nelle nazioni capitaliste che sarebbe culminata per il 1947-1948 in un'altra grande depressione.
Le tendenze nelle spese federali degli Stati Uniti confermarono le aspettative di Stalin. Fino a quel momento la finanza era stata rinforzata dalle spese governative come conseguenza della depressione e della guerra. Tra il 1929 e il 1933 la disoccupazione passò dal 3% della forza lavoro al 25%, mentre la produzione dei beni manifatturieri si ridusse di un terzo. Il New Deal di Franklin Roosevelt cercò di stimolare la domanda e fornire lavoro e sollievo dall'impoverimento attraverso un aumento delle spese federali, supportate in seguito dall'economista britannico John Maynard Keynes. Nel 1929 la proporzione di tali spese era solo del 3%. Tra il 1933 e il 1939 le spese federali triplicarono e i critici di Roosevelt lo accusarono di trasformare l'America in uno Stato socialista. Ma i costi del New Deal impallidiscono a confronto con quelli della seconda guerra mondiale. Nel primo anno del dopoguerra (1946) le spese federali ammontavano ancora a 62 miliardi di dollari, ovvero il 30% del PIL. In breve, le spese federali erano passate dal 3% del Prodotto Interno Lordo nel 1929 a circa un terzo nel 1945. Le spese di guerra curarono finanziariamente la depressione, spingendo in giù la disoccupazione dal 14% del 1940 a meno del 2% nel 1943, con la forza lavoro che crebbe di dieci milioni. L'economia di guerra non fu un trionfo della libera imprenditoria, ma il risultato del finanziamento governativo degli affari.
Quale sarebbe stato il risultato della massiccia demilitarizzazione del dopoguerra? Stalin predisse sovrapproduzione e depressione. Date le tendenze nelle spese federali, le sue previsioni non erano assurde. Stalin assunse quindi che gli americani avrebbero avuto bisogno di aiuto economico, necessitando di trovare un qualsiasi sfogo per dei massicci investimenti di capitale, allo scopo di mantenere la produzione industriale dei livelli del tempo di guerra, che portò gli USA fuori dalla Grande depressione. Quindi, dal suo punto di vista, le possibilità di un fronte anglo-americano contro l'URSS sembravano esigue. Ad ogni modo, non ci fu nessuna crisi di sovrapproduzione e, come anticipato da Stalin, questa venne evitata mantenendo all'incirca gli stessi livelli nelle spese governative. Fu differente però il modo in cui questo venne ottenuto.
Ma l'intero ruolo del governo non era scolpito nella pietra ed era nuovamente in discussione. Anche se il complesso militare-industriale degli Stati Uniti era nato con la seconda guerra mondiale, avrebbe potuto essere ridotto. Le pressioni per "tornare alla normalità" furono intense. Il Congresso voleva un ritorno a bilanci bassi ed equilibrati e le famiglie chiedevano a gran voce di vedere i soldati rispediti a casa. L'amministrazione Truman si preoccupò prima di una depressione postguerra e quindi delle conseguenze inflazionistiche della domanda repressa da parte dei consumatori. La Carta dei diritti dei GI, adottata nel 1944, fu una risposta: sovvenzionando i veterani per completare la loro educazione, piuttosto che lasciar loro ingolfare il mercato del lavoro e probabilmente innalzare le cifre della disoccupazione. Inoltre, il 20 luglio 1948 il presidente Truman istituì la prima leva militare in tempo di pace degli Stati Uniti in mezzo alle crescenti tensioni con l'Unione Sovietica.
Quindi, una conversione all'economia pre-guerra sarebbe stata estremamente difficoltosa e alla fine non si attuò. In definitiva il governo del dopoguerra sarebbe somigliato molto al governo del tempo di guerra, con l'establishment militare e la sicurezza militare dominanti. La depressione capitalista del dopoguerra predetta da Stalin non sarebbe stata evitata dalla gestione interna, forse integrata da un maggiore ruolo nella promozione del commercio internazionale e dalle relazioni monetarie. Infatti, il presidente Roosevelt, nel 1941, sperava che dopo la guerra il più grosso edificio del mondo, l'enorme complesso del Pentagono, nella Virginia settentrionale, sarebbe stato convertito in un gigantesco magazzino. Non fu così; il complesso militare-industriale dominò la vita del dopoguerra, il che fu ampiamente il risultato della guerra fredda.

### Due visioni del mondo

L'emblema dell'URSS

Gli Stati Uniti erano determinati a dare forma al mondo del dopoguerra, aprendo i mercati mondiali al commercio capitalista - un'Europa capitalista ricostruita che poteva di nuovo servire come fulcro degli affari mondiali- e creando una nuova organizzazione internazionale, le Nazioni Unite che non avrebbe dovuto ripetere gli errori della Società delle Nazioni. Nel progetto di Roosevelt le quattro potenze che avevano vinto la guerra (Stati Uniti, Unione Sovietica, Gran Bretagna e Cina) avrebbero gestito l'ordine mondiale insieme, godendo del diritto di veto nel Consiglio di Sicurezza dell'ONU. Ai quattro paesi, per volontà della Gran Bretagna, si sarebbe aggiunta la Francia. Nella Carta Atlantica che Roosevelt e Winston Churchill avevano firmato durante la guerra si riconosceva il diritto dei popoli a scegliere il proprio governo, in sintonia con i quattordici punti di Wilson. Questi ideali si scontravano però con l'ambizione delle potenze europee che desideravano mantenere i loro imperi coloniali (lo stesso Churchill era da sempre un ardente fautore dell'imperialismo britannico) e la politica di Stalin che avrebbe trasformato i territori occupati dall'Armata rossa in Stati-satelliti a cui veniva imposto il modello sociale e politico dell'Unione Sovietica. Anche gli Stati Uniti avrebbero di fatto abbandonato l'ideale dell'autodeterminazione con il prevalere negli anni della guerra fredda di un'ideologia anticomunista che divideva schematicamente la realtà in due campi contrapposti e riteneva la democrazia liberale americana l'unico modello valido per tutti i paesi. Franklin Roosevelt non aveva mai dimenticato l'eccitazione con cui aveva accolto i principi dell'idealismo Wilsoniano durante la prima guerra mondiale, e vide la sua missione negli anni quaranta come quella di portare al mondo una pace duratura e una genuina democrazia. Secondo la sua visione, era importante non ripetere le misure punitive del trattato di Versailles che avevano prodotto privazioni e risentimento in Germania tra le due guerre.
Ma la sua visione era parimenti una visione di interesse nazionale. La seconda guerra mondiale risultò in una enorme distruzione dell'infrastruttura e della popolazione in tutta l'Eurasia, dall'Atlantico al Pacifico, dove quasi nessuna nazione rimase indenne. L'unica grande potenza industriale del mondo ad emergere intatta — ed addirittura grandemente rafforzata da una prospettiva economica — furono gli Stati Uniti, che si mossero rapidamente per consolidare la loro posizione. Come principale potenza industriale, e una delle poche nazioni non sconvolte dalla guerra, gli Stati Uniti finirono col guadagnare più di ogni altro dall'apertura del mondo intero al commercio senza restrizioni. Gli Stati Uniti ebbero un mercato globale per le loro esportazioni, ed ebbero accesso illimitato alle materie prime fondamentali. Determinato ad evitare un'altra catastrofe economica come quella degli anni trenta, Roosevelt vide la creazione dell'ordine postguerra come un modo per assicurare la prosperità degli USA.
La morte di Roosevelt segnò di fatto la fine dei suoi progetti, che già erano messi in pericolo da fattori internazionali come l'atteggiamento di Stalin e la guerra civile in Cina. Il primo atto della nuova amministrazione Truman fu infatti uno dei più spietati atti di guerra della storia dell'umanità, il lancio della bomba atomica su Hiroshima e Nagasaki. Truman perseguì una politica di potenza, resa possibile dal fatto che il paese produceva la metà dei beni industriali mondiali e una forza militare che aveva il monopolio della bomba atomica. Intanto la rottura dell'alleanza continuava a procedere. La frattura si inasprì quando l'Unione Sovietica si rifiutò di partecipare alle nuove istituzioni economiche internazionali create su proposta di John Maynard Keynes, la Banca Mondiale e il Fondo Monetario Internazionale, a causa della loro ideologia capitalista e promotrice del commercio mondiale.

### Il collasso della pace nel dopoguerra
I mezzi impiegati dagli Stati Uniti per promuovere una differente visione del mondo postguerra erano in conflitto con gli interessi sovietici che motivavano la loro determinazione a dar forma all'Europa del dopoguerra. L'Unione Sovietica aveva, fin dal 1924, posto un'alta priorità nella sua sicurezza e sullo sviluppo socialista, piuttosto che sulla visione di Leon Trotsky di una rivoluzione permanente. Di conseguenza, Stalin era stato disposto, prima della guerra, a contattare i governi non-comunisti che riconoscevano il controllo sovietico dell'ex Impero Zarista e ad offrire assicurazioni di non-aggressione. Il tradimento tedesco della promessa di non aggressione convinse Stalin che non poteva più fare affidamento sui governi non-comunisti.
Dopo la guerra, Stalin cercò di assicurare i confini occidentali dell'Unione Sovietica installando dei regimi sottomessi, dominati dai comunisti, nelle nazioni confinanti come Polonia, Romania, e Bulgaria. L'obiettivo dichiarato di Stalin considerava essenziale distruggere la capacità tedesca di dichiarare un'altra guerra. Nei fatti però la sua era la continuazione di una politica imperialista russa che aveva le sue radici nell'epoca zarista a cui il dittatore aveva dato una nuova legittimazione con la propria visione nazionalista del comunismo. Gli obbiettivi statunitensi erano apparentemente opposti, in quanto richiedevano una Germania forte e democratica al centro dell'Europa. Winston Churchill, da lungo tempo un viscerale anti-comunista, condannò Stalin per aver bordato il nuovo impero russo con una "cortina di ferro". La disputa sulla Germania si intensificò dopo il rifiuto da parte di Truman di dare 20 miliardi di dollari oppure le fabbriche superstiti della Germania occidentale all'Unione Sovietica come riparazione di guerra; Stalin, ottenendo solo alcune fabbriche, rispose separando il settore Sovietico della Germania e formandovi uno Stato comunista.
La storica mancanza russa di un accesso marittimo diretto, disponibile tutto l'anno, era una preoccupazione della politica estera russa da molto prima della rivoluzione Bolscevica, ed era un altro punto dove gli interessi sovietici divergevano da quelli occidentali. Stalin fece pressione sui turchi per un maggiore accesso al mar Nero attraverso lo stretto dei Dardanelli, che avrebbe permesso ai sovietici il passaggio verso il mar Mediterraneo. Churchill aveva in precedenza riconosciuto le pretese sovietiche, ma ora britannici ed americani costrinsero l'Unione Sovietica a desistere.
Ci furono altri segni di cautela da parte di Stalin. L'Unione Sovietica si ritirò dall'Iran settentrionale, su ordine anglo-americano; Stalin osservò il suo accordo del 1944 con Churchill e non aiutò i comunisti nella loro lotta contro il debole e autoritario governo greco - cosa che però fece Tito, ponendo le basi del successivo conflitto tra i due leader comunisti - che era appoggiato dai britannici; in Finlandia accettò un amichevole governo non-comunista; e le truppe russe vennero ritirate dalla Cecoslovacchia entro la fine del 1945.

### Contenimento e guerra fredda
Il periodo immediatamente successivo al 1945 può essere stato il punto più alto nella popolarità dell'ideologia comunista. I partiti comunisti ottennero importanti risultati nelle elezioni libere di nazioni come Belgio, Francia, Italia, Cecoslovacchia, e Finlandia e conquistarono un significativo supporto popolare in Asia — Vietnam, India, e Giappone — e in tutta l'America Latina. In aggiunta ottennero largo supporto in Cina, Grecia, e Iran, dove le elezioni libere rimasero assenti o limitate, ma dove i partiti comunisti godettero di un fascino diffuso.
Gran Bretagna e Stati Uniti erano preoccupati che una vittoria politica dei comunisti in una di queste nazioni potesse portare a un assorbimento sovietico simile a quelli dell'Europa orientale. Mentre l'Unione Sovietica acconsentì agli sforzi Anglo-Americani per impedire l'accesso sovietico al Mediterraneo (obbiettivo primario della politica estera britannica fin dalla guerra di Crimea degli anni 1850), gli americani riscaldavano la loro campagna anti-comunista.
Queste paure vennero messe alla prova per la prima volta in Grecia, dove il governo del dopoguerra non era stato in grado di ricostruire un'economia pesantemente sabotata o ripristinare un ordine civile. La Gran Bretagna, determinata a negare l'accesso sovietico al Mediterraneo, fornì assistenza finanziaria al governo greco. Gli Stati Uniti fecero la stessa cosa dopo che venne formulata la Dottrina Truman, nel 1947.
Dopo che tale dottrina venne espressa davanti al Congresso, gli Stati Uniti sostennero una massiccia offensiva ideologica anti-comunista. In retrospettiva, questa iniziativa appare largamente di successo: Washington brandì il suo ruolo come guida del "mondo libero" in maniera altrettanto efficace di quella con cui l'Unione Sovietica brandiva la sua posizione di guida del campo "progressista" e "anti-imperialista": in anni più recenti la necessità di promuovere la democrazia e il rispetto dei diritti umani sarebbe stata utilizzata in modo strumentale dagli Stati Uniti per imporre la loro volontà ad altre nazioni e condurre una politica di imperialismo mascherato.
La Grecia aveva un governo autocratico, ma nella visione di Winston Churchill, che fu fatta propria dagli americani, apparteneva comunque al campo occidentale e doveva essere sostenuta per proteggere il mondo dal totalitarismo sovietico. Ciò venne esposto nel discorso sulla Dottrina Truman del marzo 1947, nel quale si argomentava come gli Stati Uniti avrebbero dovuto spendere 400 milioni di dollari negli sforzi per "contenere" il comunismo.
Un altro caso, le elezioni italiane del 1948, fornì un precedente per la propaganda statunitense e l'intervento finanziario nelle politiche estere per prevenire i guadagni dei gruppi filo-comunisti. La politica estera americana venne guidata dalle argomentazioni del diplomatico George F. Kennan, secondo cui l'Unione Sovietica doveva essere "contenuta" usando "una forza di contrapposizione inalterabile in ogni punto", fino all'avverarsi del crollo del potere sovietico: la strategia, già esposta nel lungo telegramma inviato da Kennan da Mosca nel 1946 e riproposta in Foreign Affairs nel 1947, prevedeva che ad ogni atto teso a destabilizzare l'ordine mondiale sarebbe stato opposto un atto uguale e contrario.
Dopo aver posto queste preoccupazioni dinnanzi all'opinione pubblica, gli Stati Uniti lanciarono un massiccio sforzo di ricostruzione economica, prima in Europa occidentale e quindi in Giappone (così come in Corea del Sud e a Taiwan). Il piano Marshall iniziò a pompare 12 miliardi di dollari nell'Europa occidentale. Il programma venne presentato come uno scambio finanziario; ricostruendo rapidamente queste nazioni, gli USA potevano porre fine alla loro dipendenza dagli aiuti e ripristinarli come partner commerciali. La Germania, la nazione più industrializzata e ricca di risorse dell'Europa, era di particolare importanza in questo sforzo. Inoltre, la ricostruzione economica aiutò a creare un'obbligazione clientelistica da parte delle nazioni che ricevevano l'aiuto statunitense; questo senso di impegno dovuto, incoraggiò la volontà a entrare in alleanza militare e, cosa ancor più importante, in alleanza politica.
Stalin, temendo una Germania rivitalizzata dal piano Marshall, rispose bloccando l'accesso a Berlino, che si trovava in profondità all'interno della zona sovietica anche se era assoggettata al controllo delle quattro potenze, sperando di ottenere concessioni in cambio della fine del blocco. Il confronto militare incombeva mentre Truman si imbarcò in un impressionante mossa che aveva anche lo scopo di umiliare l'Unione Sovietica sul piano internazionale: trasportare in volo i rifornimenti durante il Blocco di Berlino del 1948-1949.
L'aiuto dei sovietici nella parte finale della guerra civile cinese, contribuì nel 1949 alla presa del potere dei comunisti di Mao Tse-tung, che fondarono la Repubblica Popolare Cinese e costrinsero i nazionalisti del Kuomintang di Chiang Kai-shek, sovvenzionati dagli USA, a rifugiarsi a Taiwan. Tale evento ebbe importanti riflessi anche nel vicino sudest asiatico, dove le forze comuniste vietnamite di Ho Chi Minh, fino ad allora isolate dalla lontananza geografica degli alleati russi, trovarono nuovo slancio con l'aiuto dei cinesi nell'affrontare i colonialisti dell'Unione francese nella guerra d'Indocina (1946-1954). Il Partito Comunista Indocinese, formatosi in Vietnam all'inizio degli anni trenta con l'appoggio di Mosca, fu alla base dello sviluppo dei movimenti comunisti in Laos e Cambogia, avvenuto soprattutto nell'immediato dopoguerra.
Gli Stati Uniti unirono a sé altre undici nazioni nella NATO, la prima alleanza che vincolava gli Stati Uniti all'Europa. Stalin rispose a queste mosse provocatorie integrando le economie dell'Europa orientale nella sua versione del piano Marshall, facendo esplodere il primo ordigno atomico sovietico nel 1949, firmando un accordo con la Cina comunista nel febbraio 1950, e formando il patto di Varsavia, la controparte dell'Europa orientale della NATO.
Stimolati dal crescente successo sovietico nel rispondere alle azioni provocatorie occidentali, gli statunitensi moltiplicarono gli sforzi per arginare la minaccia comunista. A tale scopo, il Consiglio per la Sicurezza Nazionale degli USA sottopose al presidente Truman l'NSC-68, un documento segreto del 1950, che prevedeva una serie di misure tra cui il rafforzamento del sistema di alleanze, la quadruplicazione delle spese per la difesa e un'elaborata campagna di propaganda per convincere gli americani della necessità di intraprendere una costosa guerra fredda. Truman approvò il documento nel settembre del 1950 e poco dopo ordinò lo sviluppo della bomba all'idrogeno, che fu testata nel 1951; all'inizio del 1950, gli USA si imbarcarono nel sorreggere il traballante colonialismo in Indocina dell'Unione Francese, di fronte ad una crescente e popolare resistenza guidata dai comunisti. Gli Stati Uniti si resero quindi protagonisti di una clamorosa violazione dei trattati del tempo di guerra, pianificando la costituzione di un esercito della Germania Ovest.

## La guerra di Corea
All'inizio del 1950 arrivò il primo impegno statunitense a firmare un trattato di pace con il Giappone, che avrebbe garantito agli USA delle basi militari a lungo termine. Alcuni osservatori, tra i quali il diplomatico e storico statunitense George Kennan, hanno sostenuto che il trattato giapponese portò Stalin ad approvare un piano per invadere la Corea del Sud (appoggiata dagli USA) il 25 giugno 1950. Il paese era stato diviso arbitrariamente in una parte settentrionale, occupata dall'URSS, e una meridionale, occupata dagli USA. I partigiani comunisti che l'URSS aveva messo al potere nel nord vedevano sfavorevolmente il governo del sud, in parte composto da ex collaborazionisti dei giapponesi. Probabilmente sobillati da Stalin sferrarono un attacco per riunificare il paese. Temendo che una Corea unita e comunista potesse neutralizzare il potere statunitense in Giappone, Truman riuscì a ottenere la sanzione delle Nazioni Unite a un'azione militare per respingere i nordcoreani. I sovietici erano assenti dal Consiglio di Sicurezza dell'ONU per protestare contro l'esclusione della Repubblica Popolare Cinese: la Cina infatti era ancora rappresentata dal governo nazionalista di Chiang Kai-shek che non aveva più alcun potere effettivo sul territorio, se si esclude l'isola di Taiwan. I russi non poterono perciò esercitare il diritto di veto.
Le forze nordcoreane erano appoggiate dalla Cina comunista che rispose con degli attacchi a ondate nel novembre 1950. I combattimenti si stabilizzarono lungo il 38º parallelo, quello che separava le due Coree. Il generale statunitense MacArthur propose di attaccare la Cina, una decisione che, se messa in pratica, avrebbe provocato una terza guerra mondiale e un'ecatombe di immense proporzioni. Dovette perciò essere destituito, sebbene parte dell'opinione pubblica americana, fanaticamente anticomunista, fosse dalla sua parte.